# Джей Джонсон
Джей Чарльз Джонсон (англ. Jeh Charles Johnson; нар. 11 вересня 1957, Нью-Йорк) — американський політик, міністр внутрішньої безпеки США в адміністрації Обами з 2013 року.
Джонсон вивчав право у Колумбійському університеті, а потім працював юристом. Він був помічником федерального прокурора в Південному окрузі Нью-Йорка, у 1998 році приєднався до адміністрації Клінтона як генеральний юрисконсульт ВПС США.
У 2009 року президент Обама призначив його генеральним юрисконсультом Міністерства оборони.